# Philippe Clave
 (juin 2023).
Si vous disposez d'ouvrages ou d'articles de référence ou si vous connaissez des sites web de qualité traitant du thème abordé ici, merci de compléter l'article en donnant les références utiles à sa vérifiabilité et en les liant à la section « Notes et références ».
Philippe Clave, né le 28 janvier 1916 à Hostun (Drôme) et mort le 24 novembre 1996 à Versailles, est un général français, gouverneur militaire de Paris.

## Biographie
Philippe Clave commence sa carrière militaire en entrant à l'École militaire de Saint-Cyr (Yvelines) en 1936. Il en sort sous-lieutenant en 1938 au 27e régiment de tirailleurs algériens. Fait prisonnier en 1940 par les Allemands, il parvient à s'évader et rejoint les troupes françaises en Afrique du Nord. Il est alors lieutenant au 37e puis 7e régiment de tirailleurs algériens.
Il participe à la campagne d'Italie (bataille du Monte Cassino), puis débarque en Provence en août 1944. Durant la campagne de France, il remonte la vallée du Rhône et rejoint les Vosges. Il traverse le Rhin en 1945 pour participer à la campagne d'Allemagne.
Envoyé en Indochine, il participe ensuite à la guerre d'Algérie, prenant la tête du 29e régiment de tirailleurs algériens.
Nommé général en 1967, il prend le commandement d'une division à Baden-Baden (RFA) avant de devenir gouverneur militaire de Bordeaux en 1970. 
En 1973, le président Georges Pompidou le nomme gouverneur militaire de Paris, avec le rang et l'appellation de général d'armée. Il est remplacé en 1975 par le général Jean Favreau.
Le général Philippe Clave était grand officier de la Légion d'honneur, et avait reçu les croix de guerre et croix de la Valeur militaire. Il était par ailleurs grand officier de l'ordre de la République arabe unie et commandeur de l'ordre du Mérite de la République fédérale d'Allemagne.

## Distinctions
- Croix de commandeur de l'ordre du Mérite
- Grand officier de la Légion d'honneur
- Croix de guerre 1939-1945